# Amphicnemis circularis
Amphicnemis circularis är en trollsländeart som beskrevs av Maurits Anne Lieftinck 1974. Amphicnemis circularis ingår i släktet Amphicnemis och familjen dammflicksländor. Inga underarter finns listade i Catalogue of Life.